# Кулану
Кулану (івр. כולנו) — колишня центристська політична партія в Ізраїлі, яка зосереджувалася на питаннях економіки та вартості життя. Партія була заснована 27 листопада 2014 року Моше Кахлоном.